# V (Maroon 5)
V è il quinto album in studio del gruppo musicale statunitense Maroon 5, pubblicato il 2 settembre 2014 dalla Interscope Records.

## Promozione
Il primo singolo estratto è Maps, pubblicato il 16 giugno 2014. Il secondo è stato It Was Always You, uscito il 29 luglio, mentre il terzo è stato Animals, pubblicato il 24 agosto. Dell'album viene pubblicata anche una versione speciale, denominata semplicemente V (Deluxe). Il 13 gennaio 2015 viene pubblicato Sugar come quarto singolo.
Il 19 maggio 2015, a sorpresa, viene pubblicato il singolo inedito This Summer's Gonna Hurt like a Motherfucker, inserito nella riedizione dell'album uscita nello stesso anno. Il 15 settembre viene estratto come sesto ed ultimo singolo Feelings.

## Tracce
1. Maps – 3:10 (Adam Levine, Ryan Tedder, Benjamin Levin, Ammar Malik, Noel Zancanella)
2. Animals – 3:51 (Adam Levine, Shellback, Benjamin Levin)
3. It Was Always You – 4:00 (Adam Levine, Sam Martin, Jason Evigan, Marcus Lomax, Jordan Johnson, Stefan Johnson)
4. Unkiss Me – 3:58 (Adam Levine, Johan Carlsson, Ross Golan)
5. Sugar – 3:55 (Adam Levine, Joshua Coleman, Lukasz Gottwald, Jacob Kasher Hindlin, Mike Posner, Henry Walter)
6. Leaving California – 3:23 (Adam Levine, Benjamin Levin, Nate Ruess, Ammar Malik, Tor Erik Hermansen, Mikkel Storleer Eriksen)
7. In Your Pocket – 3:39 (Adam Levine, Shellback, Tobias Jimson, Michel Flygare)
8. New Love – 3:16 (Adam Levine, Ryan Tedder, Noel Zancanella)
9. Coming Back for You – 3:47 (Adam Levine, Sam Martin, Jason Evigan, Marcus Lomax, Jordan Johnson, Stefan Johnson)
10. Feelings – 3:14 (Adam Levine, Shellback, Oscar Görres)
11. My Heart Is Open (feat. Gwen Stefani) – 3:57 (Adam Levine, Benjamin Levin, Sia Furler, Rodney Jerkins, Andre Lindal)

Tracce bonus nell'edizione deluxe
1. Shoot Love – 3:10 (Adam Levine, Benjamin Levin, Ammar Malik, Shellback, Paul Epworth)
2. Sex and Candy – 4:25 (John Wozniak)
3. Lost Stars – 4:27 (Gregg Alexander, Danielle Brisebois, Nick Lashley, Nick Southwood)

Tracce bonus nella riedizione del 2015
1. This Summer's Gonna Hurt like a Motherf***er – 3:46 (Shellback, Adam Levine)
2. Shoot Love – 3:10 (Adam Levine, Benjamin Levin, Ammar Malik, Shellback, Paul Epworth)
3. Sex and Candy – 4:25 (John Wozniak)
4. Lost Stars – 4:28 (Gregg Alexander, Danielle Brisebois, Nick Lashley, Nick Southwood)
5. Maps (Rumba Whoa Remix feat. J Balvin) – 4:13 (Adam Levine, Ryan Tedder, Benjamin Levin, Ammar Malik, Noel Zancanella)
6. Maps (Slaptop Remix) – 4:04 (Adam Levine, Ryan Tedder, Benjamin Levin, Ammar Malik, Noel Zancanella)
7. Animals (Danny Olson Remix) – 5:00 (Adam Levine, Shellback, Benjamin Levin)
8. Animals (Gryffin Remix) – 5:19 (Adam Levine, Shellback, Benjamin Levin)
9. Sugar (feat. Nicki Minaj) – 3:54 (Adam Levine, Joshua Coleman, Lukasz Gottwald, Jacob Kasher Hindlin, Mike Posner, Henry Walter)

DVD bonus nella Asia Tour Limited Edition
1. Maps (Video) – 3:28 (Adam Levine, Ryan Tedder, Benjamin Levin, Ammar Malik, Noel Zancanella)
2. Maps (Behind the Scenes) – 3:38 (Adam Levine, Ryan Tedder, Benjamin Levin, Ammar Malik, Noel Zancanella)
3. Animals (Video) – 4:01 (Adam Levine, Shellback, Benjamin Levin)
4. Sugar (Video) – 5:02 (Adam Levine, Joshua Coleman, Lukasz Gottwald, Jacob Kasher Hindlin, Mike Posner, Henry Walter)
5. Lost Stars (Video) (Acoustic Version) – 3:46 (Gregg Alexander, Danielle Brisebois, Nick Lashley, Nick Southwood)
6. Lost Stars (Video) – 4:35 (Gregg Alexander, Danielle Brisebois, Nick Lashley, Nick Southwood)
7. Maroon 5 "V" (EPK) – 5:27

## Formazione
Gruppo
- Adam Levine – voce; strumentazione e programmazione (traccia 5)
- James Valentine – chitarra solista (eccetto tracce 5 e 11); chitarra, strumentazione e programmazione (traccia 5)
- Mickey Madden – basso (eccetto traccia 11), strumentazione e programmazione (traccia 5)
- Jesse Carmichael – tastiera (eccetto traccia 11), cori (traccia 4), strumentazione e programmazione (traccia 5)
- PJ Morton – tastiera; strumentazione e programmazione (traccia 5)
- Matt Flynn – batteria e percussioni (eccetto traccia 11), strumentazione e programmazione (traccia 5)

Altri musicisti
- Sam Schamberg – voce aggiuntiva e battimani (traccia 1)
- Jason Fields – voce aggiuntiva e battimani (traccia 1)
- Travis Leete – voce aggiuntiva e battimani (traccia 1)
- Shawn Tellez – voce aggiuntiva e battimani (traccia 1)
- Benny Blanco – strumentazione e programmazione (tracce 1, 6 e 11)
- Ryan Tedder – strumentazione e programmazione (tracce 1 e 8)
- Noel Zancanella – strumentazione e programmazione (tracce 1 e 8)
- Shellback – chitarra, basso, tastiera e batteria aggiuntivi (traccia 2), programmazione aggiuntiva (tracce 4, 7 e 10), strumentazione aggiuntiva (tracce 7 e 10), Gammeldansk Drunk (traccia 7), cori (traccia 10)
- Jason Evigan – strumentazione e programmazione (tracce 3 e 9)
- The Monsters & Strangerz – strumentazione e programmazione (tracce 3 e 9)
- Johan Carlsson – tastiera, strumentazione, programmazione e cori (traccia 4)
- Max Martin – programmazione aggiuntiva (traccia 4)
- Ashley Cahill – cori (traccia 4)
- Ryan Jackson-Healy – cori (traccia 4)
- Sam Farrar – cori (traccia 4)
- Ross Golan – cori (traccia 4)
- Mattias Hylund – strumenti ad arco (traccia 4)
- Mike Posner – voce aggiuntiva (traccia 5)
- Dr. Luke – chitarra, synth bass, tastiera, batteria, percussioni, strumentazione e programmazione (traccia 5)
- Ammo – tastiera, batteria, percussioni, strumentazione e programmazione (traccia 5)
- Cirkut – tastiera, batteria, percussioni, core percussion, strumentazione e programmazione (traccia 5)
- Stargate – strumentazione e programmazione (traccia 6)
- Noah Passovoy – strumentazione e programmazione (traccia 6), Gammeldansk Drunk (traccia 7)[15]
- Aryn Wüthrich – cori (traccia 6)
- Astma & Rocwell – strumentazione e programmazione aggiuntive (traccia 7)
- OzGo – strumentazione e programmazione aggiuntive (traccia 10)
- Gwen Stefani – voce (traccia 11)
- Phil Peterson – strumenti ad arco (traccia 11)

Produzione
- Max Martin – produzione esecutiva, registrazione voce (traccia 2)
- Noah Passovoy – ingegneria del suono, produzione aggiuntiva (tracce 1 e 6), produzione vocale (traccia 4)
- Eric Eylands – assistenza tecnica
- Șerban Ghenea – missaggio
- Tom Coyne – mastering
- Benny Blanco – produzione (tracce 1, 6)
- Ryan Tedder – produzione (tracce 1, 8)
- Noel Zancanella – produzione (tracce 1, 8)
- Chris "Anger Management" Sclafani – ingegneria del suono (tracce 1, 6 e 11)
- Matthew Tryba – ingegneria del suono (traccia 1)
- Bradford H. Smith – assistenza tecnica (tracce 1, 6 e 11)
- John Hanes – ingegneria al missaggio (tracce 1-3, 5-7, 9-11)
- Phil Seaford – assistenza tecnica al missaggio (tracce 1, 6, 7, 10 e 11)
- Tim Roberts – assistenza tecnica al missaggio (traccia 2)
- Shellback – produzione (tracce 2, 7, 10), registrazione strumentazione, voce, cori e programmazione (traccia 2)
- Jason Evigan – produzione e produzione vocale (tracce 3 e 9)
- The Monsters & Strangerz – produzione (tracce 3 e 9)
- Stefan Johnson – produzione vocale (tracce 3 e 9)
- Sam Martin – produzione vocale (tracce 3 e 9)
- Isaiah Tejada – produzione vocale aggiuntiva (tracce 3 e 9)
- Johan Carlsson – produzione, produzione vocale e ingegneria al missaggio (traccia 4)
- Ammo – produzione (traccia 5)
- Cirkut – produzione (traccia 5)
- Doug McKean – ingegneria del suono (traccia 5)
- Clint Gibbs – ingegneria del suono (traccia 5)
- Jonathan Sher – ingegneria del suono (traccia 5)
- John Armstrong – assistenza tecnica (traccia 5)
- Rachael Findlen – assistenza tecnica (traccia 5)
- Cameron Montgomery – assistenza tecnica (traccia 5)
- Stargate – produzione (traccia 6)
- Mikkel Erikssen – ingegneria (traccia 6)
- Tim Blacksmith – produzione esecutiva (traccia 6)
- Danny D – produzione esecutiva (traccia 6)
- Astma & Rocwell – produzione (traccia 7)
- Eric Weaver – assistenza tecnica (tracce 9)
- OzGo – produzione (traccia 10)
- Rodney "Darkchild" Jerkins – produzione (traccia 11)
- Andre Lindal – produzione (traccia 11)
- Adam Levine – produzione (traccia 11)

## Classifiche

### Classifiche settimanali
| Classifica (2014) | Posizione massima |
| ----------------- | ----------------- |
| Australia         | 4                 |
| Austria           | 10                |
| Belgio (Fiandre)  | 12                |
| Belgio (Vallonia) | 7                 |
| Canada            | 1                 |
| Danimarca         | 3                 |
| Finlandia         | 6                 |
| Francia           | 6                 |
| Germania          | 6                 |
| Irlanda           | 7                 |
| Italia            | 2                 |
| Norvegia          | 4                 |
| Nuova Zelanda     | 11                |
| Paesi Bassi       | 11                |
| Portogallo        | 12                |
| Regno Unito       | 4                 |
| Spagna            | 4                 |
| Stati Uniti       | 1                 |
| Svezia            | 5                 |
| Svizzera          | 2                 |

### Classifiche di fine anno
| Classifica (2014) | Posizione |
| ----------------- | --------- |
| Belgio (Vallonia) | 132       |
| Canada            | 21        |
| Stati Uniti       | 35        |
| Svezia            | 40        |
| Classifica (2015) | Posizione |
| Australia         | 55        |
| Canada            | 25        |
| Danimarca         | 13        |
| Francia           | 85        |
| Spagna            | 51        |
| Stati Uniti       | 6         |
| Svezia            | 20        |
| Classifica (2016) | Posizione |
| Stati Uniti       | 113       |

### Classifiche di fine decennio
| Classifica (2010-19) | Posizione |
| -------------------- | --------- |
| Stati Uniti          | 58        |